# Serrania (ort)
Serrania är en ort i Brasilien.   Den ligger i kommunen Serrania och delstaten Minas Gerais, i den sydöstra delen av landet, 700 km söder om huvudstaden Brasília. Serrania ligger 878 meter över havet och antalet invånare är 7 540.
Terrängen runt Serrania är platt norrut, men söderut är den kuperad. Terrängen runt Serrania sluttar norrut. Närmaste större samhälle är Alfenas, 16,3 km nordost om Serrania.
Omgivningarna runt Serrania är en mosaik av jordbruksmark och naturlig växtlighet. Runt Serrania är det ganska tätbefolkat, med 80 invånare per kvadratkilometer.